# Tournefortia
Tournefortia L.  è un genere di piante della famiglia delle Boraginacee.
Il nome del genere è un omaggio al botanico francese Joseph Pitton de Tournefort (1656–1708).

## Tassonomia
Comprende le seguenti specie:
- Tournefortia albifolia J.S.Mill.
- Tournefortia belizensis Lundell
- Tournefortia bicolor Sw.
- Tournefortia bojeri A.DC.
- Tournefortia brantii J.S.Mill.
- Tournefortia brevilobata K.Krause
- Tournefortia buchtienii Killip
- Tournefortia caeciliana Loes.
- Tournefortia calycina Benth.
- Tournefortia candida (M.Martens & Galeotti) Walp.
- Tournefortia canescens Kunth
- Tournefortia capitata M.Martens & Galeotti
- Tournefortia caracasana Kunth
- Tournefortia caribaea Griseb.
- Tournefortia chinchensis Killip
- Tournefortia chrysantha (M.Martens & Galeotti) Walp.
- Tournefortia conocarpa Urb.
- Tournefortia cordifolia André
- Tournefortia coriacea Vaupel
- Tournefortia curvilimba Killip
- Tournefortia cuspidata Kunth
- Tournefortia delicatula J.S.Mill.
- Tournefortia densiflora M.Martens & Galeotti
- Tournefortia dracophylla K.Schum. & Lauterb.
- Tournefortia elongata D.N.Gibson
- Tournefortia filiflora Griseb.
- Tournefortia foetidissima L.
- Tournefortia fruticosa Ortega
- Tournefortia fuliginosa Kunth
- Tournefortia gardneri A.DC.
- Tournefortia gibberosa Urb.
- Tournefortia gigantifolia Killip ex J.S.Mill.
- Tournefortia glabra L.
- Tournefortia gnaphalodes (L.) R.Br. ex Roem. & Schult.
- Tournefortia gracilipes I.M.Johnst.
- Tournefortia hartwegiana Steud.
- Tournefortia hernandesii Dunal ex A.DC.
- Tournefortia heyneana Wall. ex G.Don
- Tournefortia hispida Kunth
- Tournefortia hookeri C.B.Clarke
- Tournefortia intonsa Kerr
- Tournefortia isabellina J.S.Mill.
- Tournefortia johnstonii Standl.
- Tournefortia khasiana C.B.Clarke
- Tournefortia killipii Nowicke
- Tournefortia kirkii (I.M.Johnst.) J.S.Mill.
- Tournefortia latisepala Nowicke
- Tournefortia longifolia Ruiz & Pav.
- Tournefortia longiloba D.N.Gibson
- Tournefortia longipedicellata J.S.Mill.
- Tournefortia longispica J.S.Mill.
- Tournefortia macrostachya Rusby
- Tournefortia mapirensis Lingelsh.
- Tournefortia melanochaeta A.DC.
- Tournefortia membranacea (Gardner) A.DC.
- Tournefortia mexicana Vatke
- Tournefortia microcalyx (Ruiz & Pav.) I.M.Johnst.
- Tournefortia montana Lour.
- Tournefortia multiflora J.S.Mill.
- Tournefortia mutabilis Vent.
- Tournefortia obtusiflora Benth.
- Tournefortia ovalifolia Rusby
- Tournefortia ovata Wall. ex G.Don
- Tournefortia pauciflora Killip ex Nowicke
- Tournefortia pedicellata D.L.Nash
- Tournefortia polystachya Ruiz & Pav.
- Tournefortia puberula Baker
- Tournefortia pubescens Hook.f.
- Tournefortia ramonensis Standl.
- Tournefortia ramosissima K.Krause
- Tournefortia restrepoae J.S.Mill.
- Tournefortia roigii Britton
- Tournefortia rollottii Killip
- Tournefortia romeroi I.M.Johnst.
- Tournefortia roxburghii C.B.Clarke
- Tournefortia rufosericea Hook.f.
- Tournefortia salicifolia A.DC.
- Tournefortia scabra Lam.
- Tournefortia scabrida Kunth
- Tournefortia schiedeana G.Don
- Tournefortia selleana Urb. & Ekman
- Tournefortia setacea Killip
- Tournefortia sibirica L.
- Tournefortia smaragdina Proctor
- Tournefortia staminea Griseb.
- Tournefortia stenosepala K.Krause
- Tournefortia subsessilis Cham.
- Tournefortia subspicata Donn.Sm.
- Tournefortia subtropica (C.B.Clarke) S.P.Banerjee
- Tournefortia tacarcunensis A.H.Gentry & Nowicke
- Tournefortia tarmensis (K.Krause) J.F.Macbr.
- Tournefortia ternata Wall.
- Tournefortia ternifolia Kunth
- Tournefortia trichocalycina A.DC.
- Tournefortia ulei Vaupel
- Tournefortia umbellata Kunth
- Tournefortia undulata Ruiz & Pav.
- Tournefortia urceolata J.S.Mill.
- Tournefortia usambarensis (Verdc.) Verdc.
- Tournefortia vasquezii J.S.Mill.
- Tournefortia vestita Killip
- Tournefortia villosa Salzm. ex A.DC.
- Tournefortia virgata Ruiz & Pav.
- Tournefortia walkerae C.B.Clarke
- Tournefortia wightii C.B.Clarke